# هنرمند مردمی جمهوری شوروی فدراتیو سوسیالیستی روسیه

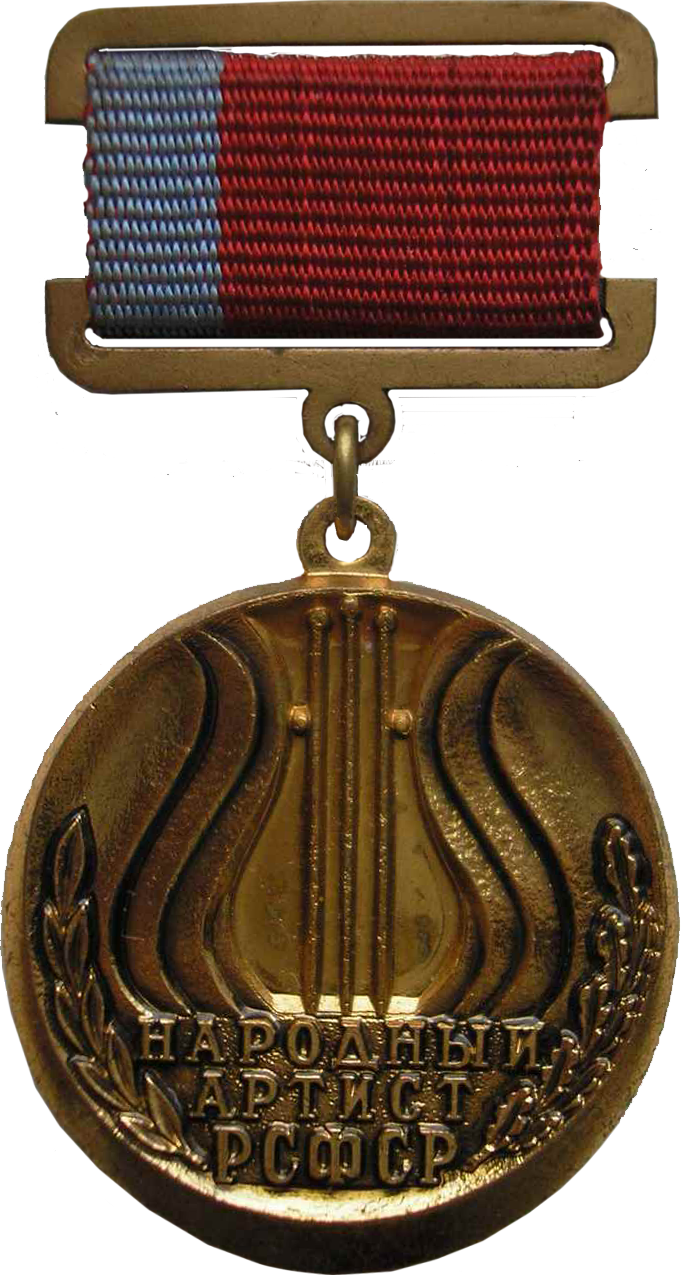

هنرمند مردمی جمهوری شوروی فدراتیو سوسیالیستی روسیه (روسی: Народный артист РСФСР؛ انگلیسی: People’s Artist of the RSFSR) نام یک عنوان و نشان افتخاری بود که در دورانِ اتحاد جماهیر شوروی سوسیالیستی به اشخاصِ مشمول آن در جمهوری شوروی فدراتیو سوسیالیستی روسیه اهدا می‌شود.
این نشان در ۱۰ اوت ۱۹۳۱ میلادی پایه‌گذاری شد و از لحاظ رتبه‌بندی، پائین‌تر از جایزه هنرمند مردمی اتحاد جماهیر شوروی و بالاتر از «هنرمند شایستهٔ فدراسیون روسیه» قرار می‌گیرد. این نشان در سال ۱۹۹۲ میلادی کنار گذاشته شد و جایش را به هنرمند مردمی روسیه داد.